# ラムリサーチ
ラムリサーチ株式会社（英: Lam Research Co.,Ltd.）は1980年デイビット・ラムによって半導体の製造装置の製造、営業企画、顧客へのサービスを目的に設立された、カリフォルニア州フリーモントに本社を置く半導体製造装置メーカーである。半導体エッチング装置の分野ではトップシェアを誇り、米国のフォーチュン 500 企業であり、米国、日本、欧州、アジアを含む世界 16 か国に拠点を置く多国籍企業です。1984年3月にNASDAQ上場し、2022年には売り上げ高約172億ドル（円ベースで2.343兆円、平均為替レートを1ドル＝136円で計算）に成長した。

## 沿革
| ラムリサーチの歴史 | ラムリサーチの歴史                                                        |
| ------------------ | ------------------------------------------------------------------------- |
| 1980年             | カリフォルニア州サンタクララにDavid K. Lamが設立                          |
| 1981年             | 最初の商品（装置）であるAuto Etchを発売                                   |
|                    | ロジャーエメリックをCEOに任命                                             |
| 1984年             | LamはLACXとしてNASDAQ上場                                                 |
| 1985年             | ヨーロッパに初めてオフィスを開設                                          |
|                    | 財政歳入 〜3400万ドル                                                     |
| 1987年             | カリフォルニア州フリーモントに本社を移転                                  |
|                    | Rainbow エッチングシステムを発売                                          |
|                    | 最初のMSSDシステム、ConceptOne PECVD発売                                  |
| 1989年             | 韓国で初めて事務所を開設                                                  |
| 1990年             | 財政歳入 〜140万ドル                                                      |
| 1991年             | SPシリーズスピンクリーンシステムを発売                                    |
| 1992年             | 台湾とシンガポールにオフィスを開設                                        |
|                    | 最初のTransformer Coupled Plasma 導体エッチング製品を発売                 |
| 1993年             | ConceptTwo ALTUS CVDタングステンシステムを発売                            |
|                    | 日本にプロセス開発センターを開設                                          |
| 1995年             | 初代Dual Frequency Confined 誘電体エッチング製品を発表                    |
|                    | 財政歳入 〜10億ドル                                                       |
| 1996年             | SPEED HDP-CVDシステムを発売                                               |
| 1997年             | Jim BagleyをCEOに任命                                                     |
| 1998年             | Core Valuesを発売                                                         |
|                    | SABRE ECDシステムを発表                                                   |
| 2000年             | 2300 エッチングプラットフォームの発表                                     |
|                    | VECTOR PECVDシステムを発売                                                |
|                    | インドにオフィスを開設                                                    |
|                    | Lam研究財団法人を設立                                                     |
|                    | 財政歳入 〜12億ドル                                                       |
| 2002年             | Tualatin、Oregonキャンパスを開講                                          |
| 2003年             | DaVinci スピンクリーン製品を発売                                          |
| 2004年             | 第一世代のKiyo とFlex エッチング製品を発表                                |
|                    | ALTUS タングステンバリアCVDシステムを発売                                 |
| 2005年             | SOLA UVTPフィルム処理システムを発売                                       |
|                    | スティーブ・ニューベリーをCEOに任命                                       |
|                    | 財政歳入 〜15億ドル                                                       |
| 2006年             | Bullen Semiconductor、Silfex、Incを買収                                   |
| 2007年             | through-silicon via etch用に最初のSyndion システムを出荷                  |
|                    | DV-Prime spin clean systemを発売                                          |
|                    | Coronus plasma bevel clean systemを発売                                   |
| 2008年             | SEZ AG、Lam Research AGを買収                                             |
|                    | GAMMA GxT およびGAMMA G400 strip systemsを発売                            |
| 2010年             | ウェハレベルパッケージング向けのSABRE 3D ECDシステムを発表                |
|                    | 財政歳入 〜21億ドル                                                       |
| 2011年             | Corus Manufacturing（韓国）設立                                           |
| 2012年             | Martin AnsticeをCEOに任命                                                 |
|                    | Novellus Systemsと合併                                                    |
| 2013年             | アメリカ合衆国で640億個の半導体を販売                                     |
| 2014年             | ALTUS Max ICEFill W-CVD VECTOR Strata PECVD Flex F series誘電体etchを発売 |
|                    | VECTOR ALD Oxide Kiyo Fシリーズ導体エッチング製品を発売                   |
|                    | 製造に適した原子層エッチング装置「Kiyo Fシリーズ」を発表                  |
| 2015年             | 財政歳入 〜53億ドル                                                       |

## 製品
半導体の製造は前工程と後工程に分かれ、特に前工程においては、基板の洗浄・成膜・フォトマスク転写・エッチング・研磨を繰り返し行う。特に電子部品の更なる小型化・高性能化が求められる現在においては、これらの工程において原子レベルの非常に細かい精度が求められている。
ラムリサーチは、主に成膜・エッチング・洗浄を行う装置を取り扱っており、装置の設置・生産立ち上げだけではなく、新技術のアップグレードや生産性・歩止り向上のためのソリューション提供・寿命到来資産管理・装置技術トレーニングの提供なども行っている。

### 成膜装置
最先端のチップ設計においては、求められる膜の形状は非常に複雑であり、形状に適合した膜を安定して得る必要がある。また、膜内部の不純物・欠陥構造・内部応力等が膜の機械的・電気的特性に影響を与える。そのため、緻密で均一な膜を高い充填率にて成膜することが求められる。主に金属膜の成膜として、Cu、Wの薄膜を形成する装置を取り扱っている。 電界めっき成膜（ECD）によって低欠陥密度の多層配線用Cuの成膜を行うSARBE、化学気相成長製膜（CVD）と原子層堆積（ALD）を組み合わせ、低フッ素濃度W薄膜を高生産性にて形成するALTUSなどがある。プラズマ化学気相成長成膜（PECVD）やプラズマ原子層堆積（PEALD）によって種々の酸化膜・窒化膜・カーバイド膜等の絶縁膜を高品質・均一な状態で形成するVECTORなどがある。

### エッチング装置
エッチの課題としては、微細加工、新材料加工、新トランジスタ構造の形成が挙げられる。メタルエッチでは、低コストの産量技術を必要としており、トレンチ寸法とボトムラインの荒れを制御するなどの課題がある。ハードマスクおよび他のBEOLメタルエッチ・アプリケーションのニーズに対応し、生産性を損ねることなくプロセスのチューニング性を提供するエッチ技術が必要である。
ラムリサーチのメタルエッチング装置にはKiyo、Versysメタルがあり、Kiyoは導電性材料を精密にかつ再現性よく、高い生産性で加工するために必要な高性能機能を備えており、原子層エッチング技術や多層膜の一括エッチング技術を特長としている。Versysメタルはフレキシブルなプラットフォームで高い生産性を提供しており、反応性イオンエッチング技術、エッチ形状の均一性制御を特長としている。絶縁材料エッチは、新材料、複雑な新しいインテグレーション構造、先端テクノロジー・ノードでの微細化など、いくつもの課題を抱えている。絶縁材料エッチング装置にはFlex、Syndionの4つの種類があり、Flexは絶縁材料エッチ・アプリケーション向けの差別化技術とアプリケーションに焦点をあてた機能を提供しており、極めて高い均一性、再現性などを特長としている。Syndionエッチは、層ごとのプロセス柔軟性と制御の機能を備え、TSVアプリケーションのコスト効率が高いビア・エッチを提供しており、TSVスタック構造（シリコン膜、絶縁膜、導電膜）の一括エッチングによる低COOなどを特長としている。

### 洗浄装置
様々な工程を経て半導体は製造される。各工程で金属を含む無機物やポリマー化合物などの有機物の汚染物質が生じる。洗浄によりμmからnmオーダーの非常に微細な汚染物質を除去しなければならない。この汚染物質により半導体に欠陥が生じ、歩留まりに影響を及ぼす。この洗浄工程は、半導体の製造工程において25〜30 %を占めているとも言われ、歩留まり向上のための重要な工程である。洗浄には主にウェット洗浄とドライ洗浄があり現在はウェット洗浄が主流である。ウェット洗浄は水、塩酸、過酸化水素などを用いる洗浄方法である。ウェット洗浄は古くから研究されており、水を媒体としているため取扱いが容易である。一方、ドライ洗浄はプラズマ、レーザー、紫外線、オゾンなどを用いる洗浄方法である。薬液の表面張力による微細なパターンへのダメージが軽減される。
ラムリサーチは、ウェット洗浄の装置とウェハーのベベリング後の洗浄の装置を取り扱っている。最高16個のチャンバーを設置でき、3D構造などの要求の厳しい洗浄を可能にしたEOS、洗浄によるパターンへのダメージ（溶液の表面張力によるパターン収縮、破損）や溶液の残留物が生じないDV-PRIMEやDAVINCIがある。ほかにも、ウェハーのエッジ部分（ベベル）を洗浄するCORONUSもある。ウェハーのエッジ部分を洗浄しなければ、後の工程でパーティクルや残留物が付着し欠陥が生じる。歩留まり向上に貢献している。

## サービス

### 製造装置の設置、立ち上げ、稼動プロセス条件の改善
装置が高いパフォーマンスを維持するための定期メンテナンス、生産効率の改善提案、量産装置のパフォーマンス最適化による歩留まり改善サポート、運用効率改善、最先端技術のデモンストレーションを行っている。